# Carl Hellström
Carl Hellström (Gotemburgo, 10 de dezembro de 1864 — 4 de julho de 1962) foi um velejador sueco, campeão olímpico. Ele competiu nos Jogos Olímpicos de Verão de 1908 e conquistou a medalha de prata como tripulante do Vinga ao lado de Erik Wallerius, Eric Sandberg, Edmund Thormählen e Harald Wallin. Quatro anos depois, a bordo do Kitty, conseguiu o ouro nos Jogos Olímpicos de Verão de 1912 com os companheiros Wallerius, Wallin, Filip Ericsson, Paul Isberg, Humbert Lundén, Herman Nyberg e Harry Rosenswärd.